# Гродненский повет
Гродненский повет (пол. Powiat grodzieński) — административно-территориальная единица в составе Трокского воеводства Великого княжества Литовского. Площадь 11,7 тыс. км². Столица — город Гродно.

## История
Образовался в конце XIV в. на основе Городенского княжества. В 1413 году вошел в состав Трокского воеводства.
В 1528 году шляхетское ополчение Гродненского повета насчитывало 320 всадников. Согласно административно-территориальной реформы (1565—1566) к повету была присоединена часть Мерецкого повета с Бержниками, Вейсеяем и Лейпунами. В конце XVI в. Мостовская и Ражанковская волости отошли к Лидскому повету.
В 1793 году, согласно решению Гродненского сейма, было образовано Гродненское воеводство, в состав которого вошли Гродненский и Мерецкий поветы. В результате третьего раздела Речи Посполитой (1795) повет прекратил свое существование вместе с Гродненским воеводством.

## География
На севере граничил с Пруссией и Трокским поветом Трокского воеводства, на востоке — с Лидским поветом Виленского воеводства и Слонимским поветом Новогрудского воеводства, на юге — с Волковысским поветом Новогрудского воеводства, на востоке — с Подляшским воеводством.
В состав Гродненского повета входила территория города Гродно, Васильковского, Привольского, Приросльского, Филипповского староств и прилегающие частные имения.
На территории повета находились города и городки Одельск, Озёры, Олекшицы, Большая Берестовица, Василькув, Вейсеяй, Голынка, Гродно, Дубно, Заблудув, Индура, Каменка, Крынки, Лейпуны, Лишкява, Лунно, Мосты, Привалки, Сокулка, Сопоцкин, Сейны, Скидель, Супрасль. Магдебургским правом пользовались Большая Берестовица (1754), Василькув (8 декабря 1566 года), Гродно (1391), Крынки (1569), Привалки (27 февраля (9 марта) 1792 года), Сокулка (10 (20) января 1609 года).

## Демография
В середине XVII в. в Гродненском повете насчитывалось 25 тыс. дымов (что соответствовало численности населения около 170 тыс. человек). Согласно современным подсчётам, до войны Русского царства с Речью Посполитой (1654—1667) численность населения составляла около 174 тыс. чел., после войны оно сократилось до 115 тыс. чел. (17,7 тыс. дымов).
На 1775 год повет насчитывал 29 327 дымов, что соответствовало численности населения около 240—250 тыс. чел.

## Управление поветом
Поветовый сеймик проходил в Гродно, там же размещались подкоморский, земский и гродский суды, созывалась посполитое рушение. Гродненская шляхта выбирала двух послов на Вальный сейм и двух депутатов в Главный трибунал.
На Гродненском сейме 12 (23) января 1793 года с целью увеличения числа сенаторов от Великого княжества Литовского предложили гродненскому коменданту, которым на тот момент был Казимир Вольмер, произвести в каштелянское достоинство должность местного поветного предводителя. Он получил эту привилегию 26 октября (6 ноября) 1793 года, но уже в декабре того же года, в результате новой административно-территориальной реформы Речи Посполитой, образовалась Гродненское воеводство с соответствующим каштеляном.

## Архитектура

### Религиозная архитектура
На территории Гродненщины сложилась давняя традиция деревянного и каменного зодчества. В XVII в. в здешнюю каменную архитектуру пришла стилистика барокко, в XVIII в. — виленского барокко и классицизма.
- Памятники деревянного зодчества
- Костёл, Одельск
- Костёл, Озёры
- Церковь, Озёры
- Церковь, Котра
- Церковь, Малая Берестовица
- Костёл, Мосты
- Костёл, Привалки
- Церковь, Скидель

- Памятники каменного зодчества
- Коложская церковь, Гродно
- Церковь Рождества Богородицы, Гродно
- Костёл иезуитов, Гродно
- Костёл доминиканцев, Гродно
- Колокольня, Крынки
- Пречистенская церковь, Сопоцкин
- Благовещенский монастырь, Супрасль
- Церковная колокольня, Супрасль

- Памятники архитектуры виленского барокко
- Костёл кармелитов, Гродно
- Костёл бернардинцев, Гродно
- Костёл францисканцев, Гродно
- Костёл доминиканцев, Сейны

### Гражданская архитектура
- Памятники гражданской архитектуры
- Старый замок, Гродно
- Новый замок, Гродно
- Дворец Тизенгаузов, Гродно
- Дворец Валицких, Гродно
- Дворец Четвертинских, Гродно
- Ратуша, Гродно
- Усадьба, Августовок
- Ратуша, Большая Берестовица